# Aeschynanthus volubilis
Aeschynanthus volubilis är en tvåhjärtbladig växtart som beskrevs av William Jack. Aeschynanthus volubilis ingår i släktet Aeschynanthus och familjen Gesneriaceae. Inga underarter finns listade i Catalogue of Life.